# Chloe x Halle
是由克蘿伊和海莉·貝莉組成的美國節奏藍調女子團體。

## 演藝生涯
姊妹檔克蘿伊和海莉·貝莉出生於喬治亞州亞特蘭大，並主要在加利福尼亞州洛杉磯成長。她們最初分別在13歲和11歲時在YouTube上建立起頻道並以「Chloe x Halle」一名出道。兩人對碧昂絲的歌曲〈殘缺的美〉的翻唱在網路上傳開，並於2015年，克蘿伊和海莉和以姊妹檔兩人團體的形式與帕克伍德娛樂簽約成為歌手。
2019年2月3日，Chloe x Halle在第五十三屆超級碗上演唱《美丽的阿美利加》；同年7月，迪士尼宣布海莉·貝莉將在1989年電影《小美人鱼》的真人翻拍版中飾演愛麗兒，該片由羅伯·馬歇爾執導。

## 外部連結
- 官方网站